# Гремяча (река)
Гремя́ча — река в России, протекает по Пермскому краю. Устье реки находится в 41 км по правому берегу реки Барда. Длина реки составляет 10 км.

## Данные водного реестра
По данным государственного водного реестра России, река относится к Камскому бассейновому округу, водохозяйственный участок реки — Сылва от истока и до устья, речной подбассейн реки — Кама до Куйбышевского водохранилища (без бассейнов рек Белой и Вятки). Речной бассейн реки — Кама.
Код объекта в государственном водном реестре — 10010100812111100012937.